# Pyrinia abditaria
Pyrinia abditaria är en fjärilsart som beskrevs av W. Warren 1905. Pyrinia abditaria ingår i släktet Pyrinia och familjen mätare. Inga underarter finns listade.